# اداپتک
اداپتک (انگلیسی: Adaptec) شرکت سخت‌افزار آمریکایی است، که در سال ۱۹۸۱ تأسیس شد.